# Olympische Sommerspiele 1992/Teilnehmer (Nordkorea)
| Gelbes Symbol für Goldmedaillen mit stilisierten Olympischen Ringen | Graues Symbol für Silbermedaillen mit stilisierten Olympischen Ringen | Braundes Symbol für Bronzemedaillen mit stilisierten Olympischen Ringen |
| ------------------------------------------------------------------- | --------------------------------------------------------------------- | ----------------------------------------------------------------------- |
| 4                                                                   | —                                                                     | 5                                                                       |

Nordkorea nahm an den Olympischen Sommerspielen 1992 in Barcelona mit einer Delegation von 64 Athleten (36 Männer und 28 Frauen) an 53 Wettkämpfen in zwölf Sportarten teil. Fahnenträger bei der Eröffnungsfeier war der Boxer Kim Gil-nam.

## Teilnehmer nach Sportarten

### Bogenschießen
Frauen
- Kim Jong-hwa
Einzel: 19. Platz
Mannschaft: 7. Platz

- Li Myong-kum
Einzel: 29. Platz
Mannschaft: 7. Platz

- Sin Song-hui
Einzel: 52. Platz
Mannschaft: 7. Platz

### Boxen
Männer
- O Chong-chol
Halbfliegengewicht: 2. Runde

- Choi Chol-su
Fliegengewicht: Gold

- Li Gwang-sik
Bantamgewicht: Bronze

- Li Chil-gun
Federgewicht: 1. Runde

- Yun Yong-chol
Leichtgewicht: 1. Runde

- Kim Gil-nam
Halbschwergewicht: 1. Runde

### Gewichtheben
Männer
- Gil Nam-su
Fliegengewicht: 6. Platz

- Kim Myong-sik
Fliegengewicht: DNF

- Kim Yong-chol
Bantamgewicht: 7. Platz

- Ro Hyon-il
Federgewicht: 6. Platz

- Li Jae-son
Federgewicht: 8. Platz

- Im Sang-ho
Leichtgewicht: 7. Platz

- Kim Myong-nam
Mittelgewicht: Bronze

- Pak Ui-myong
Mittelgewicht: 15. Platz

- Jon Chol-ho
Leichtschwergewicht: 4. Platz

- Yun Chol
Mittelschwergewicht: 12. Platz

### Judo
| Männer - Li Gwang Halbleichtgewicht: 36. Platz - Park Yong-i Leichtgewicht: 16. Platz | Frauen - Kang Yong-ok Ultraleichtgewicht: 16. Platz |

### Leichtathletik
| Männer - Ryu Ok-hyon Marathon: 80. Platz | Frauen - Mun Gyong-ae Marathon: 6. Platz - Ri Yong-ae Weitsprung: 25. Platz in der Qualifikation |

### Radsport
Frauen
- Pak Chun-hwa
Straßenrennen: 53. Platz

- Kim Gyong-hui
Straßenrennen: 54. Platz

- Choi In-ae
Straßenrennen: DNF

### Rhythmische Sportgymnastik
Frauen
- Li Gyong-hui
Einzel: 17. Platz

- Chong Gum
Einzel: 27. Platz in der Qualifikation

### Ringen
Männer
- Kim Il-ong
Halbfliegengewicht, Freistil: Gold

- Li Hak-son
Fliegengewicht, Freistil: Gold

- Kim Yong-sik
Bantamgewicht, Freistil: Bronze

- Kim Gwang-chol
Federgewicht, Freistil: 4. Runde

### Schießen
| Männer - Ryu Myong-yon Luftpistole: 26. Platz Freie Pistole: 28. Platz - So Gil-san Luftpistole: 31. Platz Freie Pistole: 16. Platz - Kim Bong-chol Schnellfeuerpistole: 20. Platz - Kim Man-chol Laufende Scheibe: 7. Platz - Li Yong-chol Laufende Scheibe: 227. Platz | Offene Klasse - Pak Jong-ran Skeet: 33. Platz - Sin Nam-ho Skeet: 51. Platz | Frauen - Paek Jong-suk Sportpistole: 26. Platz - Chow Un-ju Kleinkaliber, Dreistellungskampf: 36. Platz |

### Tischtennis
| Männer - Li Gun-sang Einzel: Achtelfinale Doppel: Gruppenphase - Choi Gyong-sob Einzel: Gruppenphase Doppel: Gruppenphase - Kim Song-hui Einzel: Gruppenphase Doppel: Gruppenphase - Kim Jin-myong Doppel: Gruppenphase | Frauen - Li Bun Hui Einzel: Bronze Doppel: Bronze - Yu Sun-bok Einzel: Viertelfinale Doppel: Bronze - Kim Hye-yong Einzel: Achtelfinale Doppel: Gruppenphase - Wi Bok-sun Doppel: Gruppenphase |

### Turnen
| Männer - Pae Gil-su Einzelmehrkampf: 29. Platz Boden: 53. Platz in der Qualifikation Pferd: 61. Platz in der Qualifikation Barren: 61. Platz in der Qualifikation Reck: 87. Platz in der Qualifikation Ringe: 32. Platz in der Qualifikation Seitpferd: Gold - Cho Hun Einzelmehrkampf: 74. Platz in der Qualifikation Boden: 56. Platz in der Qualifikation Pferd: 37. Platz in der Qualifikation Barren: 64. Platz in der Qualifikation Reck: 82. Platz in der Qualifikation Ringe: 72. Platz in der Qualifikation Seitpferd: 82. Platz in der Qualifikation - Sin Myong-su Einzelmehrkampf: 69. Platz in der Qualifikation Boden: 40. Platz in der Qualifikation Pferd: 55. Platz in der Qualifikation Barren: 75. Platz in der Qualifikation Reck: 89. Platz in der Qualifikation Ringe: 21. Platz in der Qualifikation Seitpferd: 79. Platz in der Qualifikation | Frauen - An Myong-hwa Einzelmehrkampf: 75. Platz in der Qualifikation Mannschaftsmehrkampf: 11. Platz Boden: 56. Platz in der Qualifikation Pferd: 87. Platz in der Qualifikation Stufenbarren: 71. Platz in der Qualifikation Schwebebalken: 74. Platz in der Qualifikation - Choi Gyong-hui Einzelmehrkampf: 27. Platz Mannschaftsmehrkampf: 11. Platz Boden: 79. Platz in der Qualifikation Pferd: 43. Platz in der Qualifikation Stufenbarren: 17. Platz in der Qualifikation Schwebebalken: 29. Platz in der Qualifikation - Hwang Bo-sil Einzelmehrkampf: 64. Platz in der Qualifikation Mannschaftsmehrkampf: 11. Platz Boden: 84. Platz in der Qualifikation Pferd: 81. Platz in der Qualifikation Stufenbarren: 36. Platz in der Qualifikation Schwebebalken: 63. Platz in der Qualifikation - Kim Gwang-suk Einzelmehrkampf: 28. Platz Mannschaftsmehrkampf: 11. Platz Boden: 62. Platz in der Qualifikation Pferd: 47. Platz in der Qualifikation Stufenbarren: 4. Platz in der Qualifikation Schwebebalken: 71. Platz in der Qualifikation - Li Chun-mi Einzelmehrkampf: 20. Platz Mannschaftsmehrkampf: 11. Platz Boden: 76. Platz in der Qualifikation Pferd: 64. Platz in der Qualifikation Stufenbarren: 30. Platz in der Qualifikation Schwebebalken: 53. Platz in der Qualifikation - Pak Gyong-sil Einzelmehrkampf: 91. Platz in der Qualifikation Mannschaftsmehrkampf: 11. Platz Boden: 92. Platz in der Qualifikation Pferd: 89. Platz in der Qualifikation Stufenbarren: 76. Platz in der Qualifikation Schwebebalken: 82. Platz in der Qualifikation |

### Wasserspringen
Frauen
- Kim Myong-son
Kunstspringen: 28. Platz in der Qualifikation

- Kim Hye-ok
Kunstspringen: 29. Platz in der Qualifikation

- Kim Chun-ok
Turmspringen: 18. Platz in der Qualifikation

- Ryu Un-sil
Turmspringen: 23. Platz in der Qualifikation